# 琴石ゆめる
琴石 ゆめる（こといし ゆめる、2000年6月4日 - ）は、日本のAV女優。マインズ所属。

## 略歴
2020年11月、kawaiiの専属女優としてAVデビュー。
2021年10月発売の作品を最後に専属を離れ、企画単体女優となる。

## 人物
東京都出身。
趣味はアニメ、コスプレ。
小学校高学年の頃にAVというものがあると知り、パソコンで偶然見たAVは嫌なイメージもなく自然に受け止められた。そこでAVという仕事もあると知って、それはアイドルや芸能人などと同じくらいの感覚で「職業」だと捉え、興味を持つようになった
中学2年くらいの頃、シャワーが股間に当たった時に今までと感覚が違って気持ちいいと気付いたのが初オナニーで、その頃は毎日のようにしていた。
初体験は18歳の時。相手は初めての彼氏で、高校卒業後にネットゲームで知合った26歳の社会人。
20歳になって自分ってなんだろうと思った時、将来どうしたいかも考えず、いま自分がしたいことも見えず、自分は何もないと思い、そんな自分を変えてみたくなり、どうせなら思い切ったことをしてみたかったのと子供の頃から興味のあったAVはどうかな考えたことがAV女優となったきっかけ。
AVの世界に入ろうか漠然と考えていた時に坂道みる（現 miru）を知り、「こんな素敵な人がいる凄い世界なんだ」とAV業界に対してキラキラしたイメージが増したことがAV女優になる決心に繋がり、自身にとって坂道みるの存在は大きかったとしている。

## 作品

### アダルトDVD
- 病みつきになるはにかみ笑顔&ハニーボイス! 超スリム美脚女子大生 琴石ゆめる 初めてのナカイキ&初潮吹き AV debut!!（11月25日、kawaii*）※Blu-ray Disc版も同時発売
- kawaii*専属第二弾!ゆめるんを覚醒させちゃうぞ♪ 突いて突いて突きまくって限界突破! お漏らしオーガズムさせちゃう 追撃ピストントントーン!（12月25日、kawaii*）

- 喧嘩・マンネリ・倦怠期…掛け違えたボタンの果てに ゆめる(義妹)と惹かれ合い妻が浮気で不在中、本気で愛し合った禁断不倫（1月25日、kawaii*）
- こっそりゴムを外して生ハメ&勝手に中出し解禁 最高絶頂をカラダに記憶させる抜かずのおかわり中出し15連発!（2月25日、kawaii*）
- スレンダー美脚の新人セラピストがルール無視してオナニーできなくなるほどチ●ポがバグるまでシコシコ抜き続けてくれる 連続射精専門メンズエステ（3月25日、kawaii*）
- 病みつきになる超スリム美脚少女を猥褻教育 肉体固定してガリ細ボディをイジメ倒し じっとりねっちょり開発調教しちゃいました。（4月25日、kawaii*）
- 大・大・大嫌いなセクハラ巨漢上司に 種付プレスで孕ませレ●プされ続け屈辱アクメに陶酔していく美人新入OL（5月25日、kawaii*）
- 隣人のゴミ部屋で異臭中年おやじに 抜かずの連撃中出し48発で孕まされた制服女子の末路…（6月25日、kawaii*）
- 彼女の親友がバレたら絶体絶命な状況で 中出しおねだり囁き誘惑（7月25日、kawaii*）
- ガリガリの家出娘を飼い始めて3ヶ月 俺色に染まるまでの種付け飼育記録（8月25日、kawaii*）
- B.B.ボーイズを愛して止まないチクビ弄りで理性をシャットダウンさせちゃう甘サド制服美少女（10月5日、kawaii*）
- 手塩にかけた娘は俺の子じゃなかった… だから妻に隠れて種付け交尾。 これで本当の家族になれるね。（11月2日、kawaii*）
- はにかみスマイルと絶頂の初ベスト!! ゆめるん♪の素顔!（11月2日、kawaii*）※ベスト盤
- 上司とのリモート会議中に彼氏がイタズラ!!?「バレたらヤバい…!!」緊張と興奮でマ○コはビショビショ!表情を変えず、声も出さずにこっそりSEX!（12月3日、DOC）
- 大っ嫌いな上司のチ●ポがドストライクすぎて… セクハラSEXで死ぬほどイカされたその後、貪り合うようなおかわり中出し性交（12月7日、MOODYZ）※Blu-ray Disc版も同時発売

- 【素人強姦撮影】 女子大生種付け記録動画 勝手にAV化 ゆめる(20歳)大学生（1月4日、ナンパJAPAN）
- 顔出し解禁!! マジックミラー便 高級美容サロン勤務の美人エステティシャン 初めての睾丸マッサージ編 キ●タマを丁寧に揉みほぐして見たことないほど勃起したチ○ポに思わず火照ってしまったびしょ濡れオマ○コにデカチン挿入!! 8人全員SEXスペシャル!!（1月18日、DEEP'S）※「りい」名義
- 祝2022年! 初詣帰りのほろ酔い女子限定 お年玉争奪羞恥野球拳対決 10名収録 【マジックミラー号25周年記念作品】（2月23日、SODクリエイト）
- 素人娘がM男君の自宅を訪問! 3 責め経験ほぼゼロのうぶな女子たちが、底知れぬM心に触発されドS痴女性が開花! 「もう出ちゃうんですか…//」 乳首舐め手コキや顔騎フェラで散々焦らした後は、杭打ち騎乗位で自ら腰を振ってイキまくる! M男君の10倍昇天してもまだ足りず、精子が空っぽになるまで強制連続搾取!（2月25日、赤面女子）
- 小悪魔妹のじゃれ合いグリグリ亀頭擦りつけ誘惑にパンツ越し挿入しちゃったボク（4月5日、ワンズファクトリー）
- 「気弱な子だと思ったら…」 痴漢したオヤジを死角に連れ込み 精子が出なくなるまで説教射精させる痴女子○生 VOL.3（4月7日、DANDY）
- 地下アイドル 秘密のオフパコ枕営業（5月5日、素人39）
- 完璧なるアスリートボディ!長身!軟体!ムキムキ筋肉!!憧れの女子体育大生が生ハメまたがり杭打ち騎乗位に挑戦! トレーニングで鍛え上げた引き締まった腹筋をヒクヒクさせ本気イキ! フル勃起チ○ポを騎乗位で次から次へと射精させザーメンで溢れるほどに満たされたオマ○コは絶頂が止まらない!!（5月13日、赤面女子）
- ちんぐりオイルエステ 丁寧語の責めヌキ手コキで完全昇天（5月24日、SEX Agent/妄想族）
- 意地悪痴女な華奢スレンダー先輩に毎日アナルまで弄ばれる理想のM男生活。（6月7日、MEGAMI）
- ヌルガリオイルエステ ヌルヌルのスレンダーボディを密着させて射精に導く極上エステ店（6月14日、BALTAN）
- パンツでお小遣いを稼ごうとする裏垢制服女子と待ち合わせ。弱みに付け込んで無理やり肉棒奉仕させる。睨まれ、泣かれながら嫌々フェラ強制屈服 完全撮卸 被害者10人240分（6月21日、無垢）
- 濡れてテカってピッタリ密着 神スク水（7月7日、親父の個撮）
- セーラー服美少女と完全主観従順性交 Vol.012（7月12日、BAZOOKA）
- 制服を着た教え子は都合の良いセフレ。 01 既婚者の教師が生徒と不倫する割合は75人に1人(約1.3%)（7月12日、宇宙企画）
- えちえち過ぎる地雷系少女 セックスが好きすぎる病みカワ裏垢少女たちとオフパコ乱交。 中出し、潮吹き、イキまくり。（7月19日、無垢）
- 性悪SchoolGirl Dominantに犯されて メスイキ!敗北射精!!（7月19日、M男パラダイス）
- 家出女子●生を拾う。僕だけの性処理玩具として育てていく。 Vol.002（7月19日、ゾクゾク娘/妄想族）
- 貧乳めいっ子のおじさん誘惑中出しセックス（8月9日、K-Tribe）
- 娘に喰わせてもらってます。（9月2日、ワープエンタテインメント）
- マセた妹のパンチラ誘惑（9月23日、TMA）
- 緊縛家族 03 中出し懇願変態むすめ（10月11日、ケートライブ）
- 新放課後 痴女美少女 回春リフレクソロジーSpecial（10月11日、宇宙企画）
- カラダを売りにして内定を手に入れる就職活動女子大生たち 過激すぎるパワハラ面接映像…生中出し自己PR Vol.001（11月8日、S級素人）
- 【神待ち】家出少女 ゆめるちゃん 行く当てもない無知で純粋な少女に行っていた少女愛好家の調教記録（11月26日、JUMP）
- イクイク早漏敏感妹と排卵日子作り物語ダブルすぺしゃる! ACT.001（12月13日、宇宙企画）

- 仕事が欲しくてAV制作会社の監督面接でやってきた女の子たちに行っていた職権乱用の一部始終… 8名収録（3月25日、JUMP）
- 切り裂きセイフク逃げても無駄www はさキチに狙われた女子○生 琴石ゆめる（5月2日、山と空/妄想族）
- 妄想アイテム究極進化シリーズ 俺が校則! 校則改変ノート 白石かんな 琴石ゆめる 真白みのり（5月11日、ROCKET）
- おとうさんといっしょう パパとパパ活 ～子作りえっちでまんまんにぴゅっぴゅして～ 琴石ゆめる（6月20日、ドグマ）
- 極上マスク人妻ナンパ ALL生中出し260分DX 大増量80分（6月23日、h.m.p）
- 飲んでGO! ハメてGO! 新歓コンパで中出氏いやほい!（7月4日、こぐま/妄想族）
- 超短期で稼げるかるたバイトを素人さんに提案したところエロ尻パンチラどころじゃなく抜き差し中出し高額バイトになっちゃった件（7月7日、ゲッツ!!）
- ドスケベWギャル露天温泉 3 宮沢ちはる 琴石ゆめる（9月8日、ま○こ銀行）
- 陰キャのボクを過激Tバックで挑発する美少女トリオのどこでも尻責めハーレム性交 響乃うた 渚みつき 琴石ゆめる（10月10日、BAZOOKA）
- 即ハメOK! 変態裏垢女子発掘! オフパコレポ 顔面優勝美少女降臨 即イキ雑魚マ●コ美少女 ゆめるちゃん Vol.02（10月10日、S級素人）
- 素人女子校生限定! パンティ素股でカチカチのAV男優ち○ぽがアソコに擦れて赤面発情! エアーセックスのはずがパンツ越しに擦れて汁まみれ! つるんと入ってそのまま生ハメセックス!（10月12日、アイエナジー）
- 媚薬コンドーム J●デリヘルを呼んだら「ゴム付けないとフェラしたくない」と生意気な事を言ってきたので媚薬付きコンドームで興奮させてからバック素股で生挿入!!（11月28日、SCOOP）

- 業務中のOL達が突如現れる‘顔面’に遠慮なくマ●コを押し付けられる職場 （株）OFFICE クンニながら（3月20日、SODクリエイト）

### アダルトVR
- ハニカミ笑顔とスウィートボイスが病みつきになる バイト先の紅一点“ゆめるん”の無自覚でえちえち過ぎる 絶対領域誘惑（1月8日、kawaii*）
- 【ちっぱいの逆襲】からかって挑発したら真に受けた姉にまさかの筆下ろし! 我慢できず中出ししちゃった話。 琴石ゆめる（8月26日、kawaii*）

- 新入社員のアイドル同期がお酒で豹変 抵抗できない逆夜這いで犯された夜（3月24日、KMPVR）
- 射精師 3 〜続・女の子しか生まれない村に派遣された僕〜（4月28日、unfinished）
- おやすみバブらせママ手コキ（5月6日、CASANOVA）
- これは偶然なのか… 誘っているのか… 最高の配合を施した ビチョ濡れノーブラボディ。（5月12日、KMPVR-彩-）
- 部活終わりの休日。シティホで教え子3人に囲まれサンドイッチで挟まれて小悪魔的に痴女られ誘惑されて抜かれまくったボク。（5月24日、unfinished）
- 制服金髪ギャルビッチとバイト終わりにラブホで円光VR!! この日のためにそろえたこだわり制服! 120cmルーズソックス!ブルマ&体操服!透けスク水!ラブホでお金払ってやりたい放題全部着せちゃいました〜♪♪（8月25日、kira☆kira）
- 毎日チラチラとパンチラを見せつけ僕を誘惑する妹（9月30日、TMA）
- 卑猥エロかわ衣装で金玉ショボショボになるまで連続抜きしてくれる超密着ハーレム風俗フルコース 全4コーナー258分!! 沙月恵奈 横宮七海 琴石ゆめる 鈴音杏夏（10月4日、kawaii*）

- ＃深夜のファミレス ＃家出JK ＃PM25:00 マ○コ露出で男を誘惑するひっそり円光 琴石ゆめる（6月23日、KMPVR）

### アダルト配信
- 648 YUMERU（ラブポップR18）
- ゆめちゃん（12月3日、素人ホイホイ）
- 【初撮り】【白肌スレンダー】【上目遣い奉仕】法学部に通う現役JDが登場。おじさま好きの若者は、ねっとりとした愛撫に可愛い顔を蕩けさせ、スレンダーボディで男根を咥え込んでいく.. ネットでAV応募→AV体験撮影 1698（12月4日、シロウトTV）
- める（12月7日、日払いちゃん）
- 百戦錬磨のナンパ師のヤリ部屋で、連れ込みSEX隠し撮り 230 家に連れ込んだ色白スレンダー美少女を口説いてSEX!その一部始終を隠しカメラで盗撮!ご奉仕大好きな彼女はことあるごとにチ●ポを舐めたがり…（12月21日、ナンパTV）
- 【細身のちっぱいJ○未成熟マ○コにおじさんチ○ポでガン突き!!】好きな人の前ではあんまり素直になれない『ゆめちゃん』。だけどおじさんテクで心も身体も素直にさせられちゃう...部活終わりの汗で湿ったマ○コを舐めまわし窓際で真昼間から見せつけSEX!!一発じゃ物足りないから制服に着替えさせ華奢な身体が壊れるくらいにガン突き&濃厚精子をお口にぶっかけw【親子ほど年の離れたJ○とおじさんのカップル】（12月26日、しろうとまんまん）
- ゆめ（12月29日、ねっとりフリックス）

- 【『いっぱい中に出して』清楚♀系ビッチに膣内射精】見た目は《スレンダー×清楚》中身は《性欲旺盛な超ヤリマンビッチ》!車中でローターオナニー&無洗チ○ポを即尺フェラ!静謐な旅館で怒涛の生ハメ濃密イチャラブSEX!!【しろうとハメ撮り#ゆめ#22歳#歯科助手】（1月5日、MOON FORCE）
- ゆめる（1月14日、素人CLOVER）
- ※販売終了※アイドル　フェス終了後のステージ裏　流出映像【削除案件】（1月20日、超時空夢幻カメコ）
- ※拡散厳禁※半地下アイドル 1?才　太ヲタとのプライベート個人撮影会　SEX流出映像【削除案件】（1月28日、超時空夢幻カメコ）
- ラグジュTV 1527 白石琴音 25歳 ピアノ講師  透明感溢れる美スレンダースタイルを持つピアノ講師が彼氏に内緒でAV撮影に登場!彼氏とのセックスに満足できなくなった欲求不満な体は感度抜群!濃厚な愛撫と激しいピストンに恍惚とした表情でよいしれる!（2月25日、ラグジュTV）※「白石琴音」名義
- 【めちゃかわ末成年】大学合格 18才♡ 激ほそ☆制服 美** 受験勉強で半年我慢したSEXで発情しまくる超貴重な個撮ハメ撮り! 真っ白 思春期ボディを痙攣させる　まさかの中出し【流出厳禁】（2月26日、【超】スタミナ二郎 増し増し）
- ゆめる（4月13日、素人ムクムク）
- ゆめちゃ。（4月24日、#放課後ラブホ）
- Yumeru（5月10日、ゾクゾクタイム）
- ゆめち（5月16日、浮遊僧）
- #942 Yumeru（11月23日、S-Cute）
- 不貞な兄嫁と兄を裏切る弟…禁断不倫動画流出（12月1日、投稿マーケット素人イッてQ）
- ゆめちゃん (instc362)（12月1日、いんすた）

- ゆめる (erofc136)（1月23日、恋愛カノジョ）
- （仮）暗黒038さん（2月24日、暗黒）
- ゆめる (scute1357)（4月29日、S-Cute）
- ゆめる 2 (scute1358)（4月30日、S-Cute）
- ゆめ (erofc172)（5月29日、恋愛カノジョ）
- ゆめる（7月1日、ION 裏オプFU-ZOKU）
- ゆめるさん（7月10日、人妻空蝉橋）
- ゆめる（7月29日、INDY）
- ゆめるちゃん (oretda028)（8月4日、俺の素人）
- 真緒 (orev057)（9月2日、俺の素人-Z-）
- 新卒 / 事務 同志 002（9月8日、アシグモ）
- メルパン（10月6日、E & POP素人）
- Yちゃん（10月31日、ゲリラ）

### イメージDVD
- Yumeru 夢見るシャイガール（2021年8月19日、REbecca）※Blu-ray Disc版も同時発売

### デジタル写真集
2021年
- あの日、あの場所で君と。【ヌード写真集】（11月12日、プレステージ出版、撮影:松田忠雄）
- あの日、あの場所で君と。【グラビア写真集】（11月12日、プレステージ出版、撮影:松田忠雄）
- Yumeru 夢見るシャイガール（12月17日、REbecca）

2022年
- 娘に喰わせてもらってます。（10月28日、WAAP photo）

2023年
- ヌルガリオイルエステ ヌルヌルのスレンダーボディを密着させて射精に導く極上エステ店（1月22日、BALTAN）
- おやすみフィクション（2月12日、Amazon Services International, Inc.、撮影:日暮圭介）
- LOVEPOP デラックス 琴石ゆめる 001（7月14日、PAD）
- LOVEPOP デラックス 琴石ゆめる 002（9月29日、PAD）

## 出演

### YouTube
2022年
- TODO オン ザ ラジオ #78 〜琴石ゆめるちゃんに個人的ニュースを聞いてみた件〜（5月13日、TODO オン ザ ラジオ）
- 【チョコプラ】セクシー女優がスーパーマウスホーンチャレンジしたらSMっぽくなった…（11月16日、こじみな放送局【小島みなみ公式】）[5]

## 掲載

### 雑誌
- 月刊FANZA 2021年1月号（ジーオーティー） - インタビュー「HATSUMONO!」
- パチンコ必勝ガイド 超PREMIUM 優勝（ガイドワークス） - 付属DVD収録の「パラダイスパチンコ」に出演[6]